# Mesochorus philippinensis
Mesochorus philippinensis là một loài tò vò trong họ Ichneumonidae.